# A Dirty Shame
Pour plus de détails, voir Fiche technique et Distribution.
A Dirty Shame est une comédie satirique américaine, écrite et réalisée par John Waters, sortie en 2004.

## Synopsis
Lorsque Sylvia Stickles, une femme plutôt coincée, se cogne la tête lors d'un banal accident, la métamorphose est radicale : au grand dam de son entourage, elle se transforme en créature lubrique. Le responsable de ce brusque changement est Ray Ray, un gourou du sexe bien résolu à libérer les pulsions les plus inavouables chez les habitants de Baltimore.

## Fiche technique
- Titre : A Dirty Shame
- Réalisation : John Waters
- Scénario : John Waters
- Musique : George S. Clinton
- Montage : Jeffrey Wolf
- Photo : Steve Gainer (en)
- Producteur : Christine Vachon, Ted Hope (en)
- Producteur exécutif : John Wells, The Fisher Brothers, Mark Ordesky, Mark Kaufman et Merideth Finn
- Distributeur : Metropolitan FilmExport
- Pays d'origine :  États-Unis
- Langue : Anglais
- Format : 35 mm, 1.85:1
- Genre : comédie
- Durée : 86 minutes (1 h 26)
- Dates de sortie :
  -  Canada : 12 septembre 2004 (Festival international du film de Toronto)
  -  États-Unis : 17 septembre 2004 (Baltimore)
  -  États-Unis : 24 septembre 2004 (national)
  -  France : 8 juin 2005

## Distribution
Source et Légende doublage : VF = Version Française
- Tracey Ullman (VF : Déborah Perret) : Sylvia Stickles
- Johnny Knoxville (VF : Emmanuel Curtil) : Ray-Ray Perkins
- Selma Blair (VF : Marie-Eugénie Maréchal) : Caprice Stickles
- Chris Isaak (VF : Pierre Laurent) : Vaughn Stickles
- Suzanne Shepherd (en) (VF : Michèle Bardollet) : Big Ethel
- Mink Stole : Marge
- Patricia Hearst (VF : Véronique Volta) : Paige
- Jackie Hoffman (VF : Annie Balestra) : Dora
- Wes Johnson (en) : Fat Fuck Frank
- Paul DeBoy : Wendell Doggett
- Gaelan Connell : L'ado excité
- Channing Wilroy : Le motard
- Mary Vivian Pearce : L'ex-accro au sexe
- Alan J. Wendl : Officier Alvin
- Orem Jewell (VF : Nathalie Karsenti) : Loose Linda
- Jean Hill (en)
- Ricki Lake : Elle-même
- David Hasselhoff (VF : Yves-Marie Maurin) : lui-même

## Bande Originale
- Let's Go Sexin' - James Intveld
- I Need Your Lovin' - Don Gardner (en) et Dee Dee Ford
- The Pussy Cat Song - Connie Vannett
- Baby Scratch My Back - Slim Harpo
- Moanin' - Screamin' Jay Hawkins
- Sylvia - David Raksin Orchestra
- Black Tarantula - Jody Reynolds
- Red Hot - Billy Lee Riley
- Eager Beaver Baby - Johnny Burnette
- Itchy Twitchy Spot - Run C&W (en)
- Open Up Your Heart (And Let The Sunshine In) - The Cowboy Church Sunday School
- Hump-A-Baby - Little Ritchie Ray
- Tony's Got Hot Nuts - Faye Richmonde
- The End - Earl Grant (en)

## Anecdotes
- John Waters déclare à propos de son dernier film : "En fait, je pense vraiment que A Dirty Shame est un film féministe, un peu curieux certes, mais qui l'est vraiment : Sylvia sort de sa nouvelle liberté sexuelle grandie, plus puissante, plus accomplie."